# Phoenix Info News Channel
Phoenix Infonews Channel (en chino, 凤凰卫视资讯台; pinyin, Fènghuáng wèishì zīxùn tái) es uno de los cinco canales de televisión de Phoenix Television que está en operación. Es el primer canal de noticias para informar a través de la región del gigante asiático, que incluye a la República Popular China, Taiwán y Hong Kong. Este canal se puso en marcha en 1 de enero de 2001, proporcionando noticias internacionales y datos financieros de 24 horas al día. Además de eso, hay analistas que proporcionan comentarios y análisis sobre cuestiones de actualidad y temas en general. Su canal hermano para América del Norte es Phoenix North America Chinese Channel. Sus mayores competidores son CCTV-Noticias y TVB.

## Programas

### Noticias & Capear
- Medianoche Noticias Actualizar
- De Fin de Semana Medianoche Expresar
- Phoenix Noche Expresar
- Noticias En La Hour
- Phoenix Foco
- Breaking Noticias
- En Vivo Focus
- Phoenix Mañana Expresar
- De Fin de Semana Mañana Noticias
- Phoenix Tarde Expresar
- De Fin de Semana Mediodía Noticias
- Periodista en la Spot
- Phoenix El Tiempo Informar
- Océano Pronóstico
- Noticias Boletin
- China Noticias ao Vivo

### Financiar
- Mañana Financieras Noticias
- Noontime Financieras Noticias
- Medianoche Financieras Expresar
- Phoenix Financieras Diariamente Informar
- China Financieras Inteligencia
- Financieras Diario
- Elite Converge